# Daydream (Wallace Collection)
Daydream is een Engelstalig nummer, opgenomen in 1969 door de Belgische band Wallace Collection.
Het werd gecomponeerd door bandleden Sylvain Vanholme en Raymond Vincent, samen met David MacKay die ook de single produceerde. Het nummer is  van het symfonische progressieve rock- genre en maakt gebruik van strijkers en fluiten. De melodie is ontleend aan de finale van Pjotr Tjaikovski 's Zwanenmeer. Het nummer was een hit op het vasteland van Europa, hoewel de populariteit zich niet uitbreidde naar Engelssprekende landen, ondanks het gebruik van Engelse songteksten. Het lied werd meerdere malen gecoverd, met name door het Günter Kallmann Koor in 1970. 
Het nummer verscheen op de lp Laughing Cavalier dat werd opgenomen in de Abbey Road Studios. 

## Achtergrond
Van de single werden twee miljoen exemplaren verkocht en het werd een nummer 1-hit in meer dan 20 landen. De B-kant van de single was het nummer Baby I Don't Mind. Wallace Collection verwerkten er een deel van het Zwanenmeer van Pjotr Iljitsj Tsjaikovski in.
Artiesten als Claude François, Beta Band, Paul Michiels, Lupe Fiasco en I Monster maakten van Daydream hun eigen versie en scoorden er een hit mee. De versie van I Monster dook op in de soundtrack van de populaire cultreeks Severance. De baslijn van Daydream is gebruikt in het nummer Ike's Rap II van Isaac Hayes. Dat lied is op zijn beurt, incl. de baslijn van Daydream, gesampled door Portishead in de single Glory Box en door Tricky op het nummer Hell is Round the Corner.
In Nederland werd de plaat destijds veel gedraaid op de zeezenders en de publieke landelijke radiozenders en werd een radiohit. De plaat bereikte de 14e positie in de Nederlandse Top 40 op Radio Veronica en de 13e positie in de Parool Top 20 op Hilversum 3.
In België bereikte de plaat de nummer 1-positie in zowel de voorloper van de Vlaamse Ultratop 50 als de voorloper van de Waalse Ultratop 50.

## Meewerkende artiesten
- Producers:
  - David Mackay
- Muzikanten:
  - Christian Janssens (Basgitaar)
  - Freddy Nieuland (Drums en zang)
  - Jaques Namotte (Cello)
  - Marc Hérouet (Keyboards en orgel)
  - Raymond Vincent (Viool)
  - Sylvain Vanholme (Gitaar en zang)

## Hitnoteringen

### Nederlandse Top 40
| Hitnotering: 29-03-1969 t/m 17-05-1969 | Hitnotering: 29-03-1969 t/m 17-05-1969 | Hitnotering: 29-03-1969 t/m 17-05-1969 | Hitnotering: 29-03-1969 t/m 17-05-1969 | Hitnotering: 29-03-1969 t/m 17-05-1969 | Hitnotering: 29-03-1969 t/m 17-05-1969 | Hitnotering: 29-03-1969 t/m 17-05-1969 | Hitnotering: 29-03-1969 t/m 17-05-1969 | Hitnotering: 29-03-1969 t/m 17-05-1969 | Hitnotering: 29-03-1969 t/m 17-05-1969 |
| Week:                                  | 1                                      | 2                                      | 3                                      | 4                                      | 5                                      | 6                                      | 7                                      | 8                                      |                                        |
| -------------------------------------- | -------------------------------------- | -------------------------------------- | -------------------------------------- | -------------------------------------- | -------------------------------------- | -------------------------------------- | -------------------------------------- | -------------------------------------- | -------------------------------------- |
| Positie:                               | 36                                     | 28                                     | 18                                     | 15                                     | 14                                     | 14                                     | 24                                     | 38                                     | uit                                    |

### Parool Top 20
| Hitnotering: 19-04-1969 t/m 10-05-1969 | Hitnotering: 19-04-1969 t/m 10-05-1969 | Hitnotering: 19-04-1969 t/m 10-05-1969 | Hitnotering: 19-04-1969 t/m 10-05-1969 | Hitnotering: 19-04-1969 t/m 10-05-1969 | Hitnotering: 19-04-1969 t/m 10-05-1969 |
| Week:                                  | 1                                      | 2                                      | 3                                      | 4                                      |                                        |
| -------------------------------------- | -------------------------------------- | -------------------------------------- | -------------------------------------- | -------------------------------------- | -------------------------------------- |
| Positie:                               | 15                                     | 13                                     | 15                                     | 18                                     | uit                                    |

### NPO Radio 2 Top 2000
| Nummer met noteringen in de NPO Radio 2 Top 2000 | '99 | '00  | '01  | '02  | '03  | '04  | '05  | '06  | '07  | '08  | '09  | '10  | '11  | '12  |
| ------------------------------------------------ | --- | ---- | ---- | ---- | ---- | ---- | ---- | ---- | ---- | ---- | ---- | ---- | ---- | ---- |
| Daydream                                         | 978 | 1023 | 1340 | 1336 | 1336 | 1642 | 1770 | 1718 | 1597 | 1592 | 1976 | 1609 | 1816 | 1962 |

1. ↑  Een vetgedrukt getal geeft de hoogste notering aan.
2. ↑  Deze tabel is bijgewerkt tot en met de laatste editie (2024).